# Plalangan (Jenangan)
Plalangan is een bestuurslaag in het regentschap Ponorogo van de provincie Oost-Java, Indonesië. Plalangan telt 4240 inwoners (volkstelling 2010).